# Jiří Schoenbauer
Jiří Schoenbauer (4. května 1949 Praha – 31. prosince 2016) byl český operní a muzikálový zpěvák zpívající basovým hlasem.

## Život
Vystudoval herectví na pražské konzervatoři u M. Dvořákové. Od činohry se přes operetu a muzikál dostal až k opeře. Od roku 1972 účinkoval v teplické operetě a od roku 1982 v liberecké opeře. V letech 1994 – 1998 hrál roli Kaifáše v české verzi rockového muzikálu Jesus Christ Superstar v pražském divadle Spirála, kde byli jeho kolegy na jevišti mj. Kamil Střihavka, Dan Bárta anebo Bára Basiková. Vystupoval též v českém muzikálu Krysař (role Štěpána) v pražském divadle Ta Fantastika (1996), pro jehož obnovenou premiéru (1998) nastudoval roli Starosty. Pohostinsky vystupoval rovněž na různých scénách v České republice (Plzeň, České Budějovice, Olomouc aj.). Hrál v Národním divadle a v Pražské Státní opeře. Hostoval v Německu i Nizozemsku. Vystupoval jako Vodník v českém muzikálu Rusalka (Divadlo Milénium v Praze). Hrál hlavní roli v avantgardní opeře E. F. Buriana Bubu z Montparnassu (Státní opera Praha) a dále roli Mefista v Gounodově opeře Faust a Markétka (Moravské divadlo Olomouc). Ve Straussově operetě Netopýr hrál roli ředitele věznice Franka (HD Karlín v roce 2004). V muzikálu Jekyll & Hyde (HDK v roce 2005) nastudoval roli lorda Savage. V roce 2011 působil jako sólista Komorní opery v Praze a opery Divadla F. X. Šaldy v Liberci. Zemřel na následky komplikací spojených s výdutí na mozkové cévě (aneurysma), kterou mu lékaři diagnostikovali počátkem roku 2016.